# Eusociality

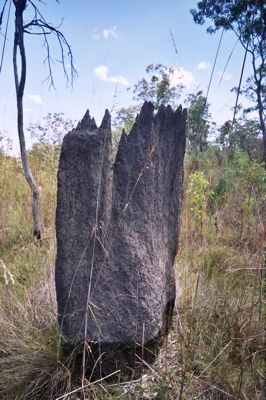
Gò mối: mối phát triển tính xã hội trong kỷ Jura cách đây hơn 145 triệu năm.

Eusociality (từ tiếng Hy Lạp: εὖ eu "tốt" và "xã hội"), tạm dịch "xã hội cao" hoặc "cộng đồng cao", là dạng tổ chức xã hội đặc biệt và cao nhất của động vật xã hội, như một số loài mối, kiến, ong, chuột dũi trụi lông,....
Eusociality được xác định bởi các đặc điểm sau: 
- Hợp tác chăm sóc bố mẹ, và chăm sóc cả con non của những cá thể khác
- Các thế hệ sống chung trong một tập thể lớn
- Phân chia lao động thành các nhóm sinh sản và không sinh sản.

Việc phân chia lao động tạo ra các nhóm hành vi chuyên biệt trong một xã hội động vật đôi khi được gọi là các đẳng cấp. Trong xã hội đó có thể phân biệt ra các chúa chuyên sinh sản, các thợ lao động và kiếm ăn, và các lính đảm nhận bảo vệ chống kẻ thù. Eusociality được phân biệt với tất cả các hệ thống xã hội khác bởi các cá nhân có ít nhất một đẳng cấp thường mất khả năng thực hiện ít nhất một đặc điểm hành vi của các cá nhân trong đẳng cấp khác .

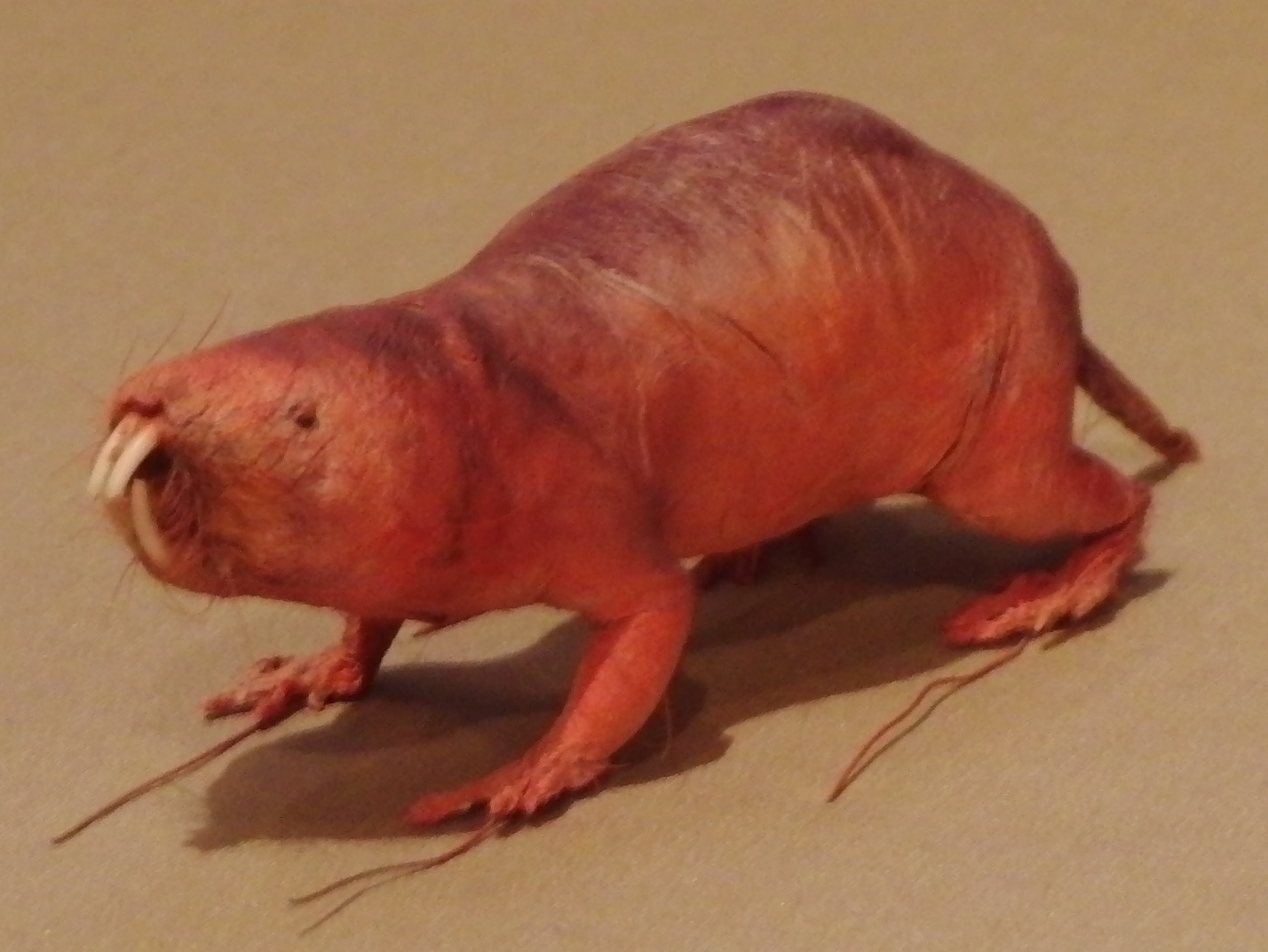
Chuột dũi trụi lông, một trong hai loài có tính xã hội cao của Bathyergidae

## Khái quát
Tính xã hội cao tồn tại trong một số loài côn trùng, giáp xác và động vật có vú. Nó chủ yếu được quan sát thấy và nghiên cứu trong bộ Hymenoptera (như kiến, ong và tò vò) và mối. Trong mỗi đàn các cá thể có sự khác biệt về đẳng cấp: các con chúa và con đực chỉ có vai trò cá thể sinh sản duy nhất, trong khi đó những cá thể lính và thợ làm việc cùng nhau để tạo ra một môi trường sống thuận lợi cho đàn.
Ngoài Hymenoptera và Isoptera, có hai loài động vật có xương sống có lối sống xã hội cao trong loài gặm nhấm: chuột dũi trụi lông và chuột chũi Damaraland. Một số loại tôm, như Synalpheus regalis, cũng có tính xã hội.
Một số mức độ khác nhau của động vật xã hội cũng được phân biệt. Tính xã hội ở một số loài có mức độ thấp hơn, bao gồm xã hội cộng đồng, giả xã hội, và bán xã hội .
Trong Eusociality thì được phân biệt ra các mức độ:
- Mức độ cao hay phức tạp, trong đó các đẳng cấp khác nhau không chỉ về hành vi, sinh lý học và kích thước cơ thể, mà còn có các hình thái học khác nhau rõ ràng với các đặc tính khác nhau. Chúng bao gồm trong ong ong mật (Apini) và ong dú (Meliponini)...
- Mức độ sơ khai là những loài có tính xã hội, nhưng trong đó đẳng cấp chỉ có thể được phân biệt bằng hành vi hoặc sinh lý, nhưng không theo hình thái học. Ví dụ các loài ong của các chi Halictus và Lasioglossum.

Một số loài như ong nghệ (Bombus) thì ở giữa xã hội sơ khai và xã hội phức tạp.

## Sự tiến hóa của Eusociality
Eusociality đòi hỏi vị tha mức độ cao, trong đó những cá nhân ủng hộ cá thể khác, thường có liên quan chặt chẽ với chúng, từ bỏ sinh sản con riêng của mình. Giải thích hành vi này là một vấn đề của sinh học tiến hóa , mà thực tế sẽ giả định rằng hành vi như vậy là bất lợi. Những cá thể có gien hành vi vị tha cuối cùng có ít con hơn những cá thể không có gien đó. Vấn đề này đã được người sáng lập lý thuyết tiến hóa hiện đại Charles Darwin biết đến. Để giải quyết vấn đề này, một số lý thuyết đã được phát triển, như chọn lọc nhóm (Group selection), nhưng có ảnh hưởng nhất là khái niệm được phát triển chủ yếu bởi JBS Haldane và William D. Hamilton là chọn lọc theo dòng dõi (Kin selection) .

## Eusociality ở người
Wilson & Hölldobler (2005) thì cho rằng con người cũng có tính xã hội cao, nhưng một lượng lớn các nhà sinh vật học tiến hóa đã bác bỏ lập luận của ông,và lưu ý rằng con người không có sự phân chia giữa lao động và sinh sản .